# Алек (роман)
«Алек» (англ. Alec)— перший роман драматурга Вільяма ді Канціо, опублікований у 2021 році. У романі розповідається та продовжується історія гей-роману Е. М. Форстера «Моріс», який вперше був написаний між 1913 і 1914 роками, переглядався та змінювався протягом життя Форстера та був опублікований лише після його смерті в 1971 році. Як випливає з назви, в романі Алек історія розповідається з точки зору Алека Скаддера, коханця з робітничого класу титулованого Моріса. Александр Чі описує Алек як «роман, яким «Моріс» ніколи не міг бути, повний сексу та війни, смерті та тортур».